# آرمینسکی (دهانه)
آرمینسکی Armiński یک دهانه برخوردی در ماه است.